# Мосты (Новосибирская область)
Мосты — село в Искитимском районе Новосибирской области. Входит в состав Усть-Чёмского сельсовета.

## География
Площадь села — 27 гектар

## Население
| 2002 | 2007 | 2010 |
| ---- | ---- | ---- |
| 451  | ↗479 | ↘332 |

## Инфраструктура
В селе по данным на 2007 год функционируют 1 учреждение здравоохранения и 1 учреждение образования.